# 121480 Dolanhighsmith
121480 Dolanhighsmith este o planetă minoră (asteroid), cu un diametru de 2,969 km, din centura de asteroizi. A fost descoperită pe 4 octombrie 1999 la Catalina Station⁠(d) de Catalina Sky Survey. 
Obiectul prezintă o orbită caracterizată de o semiaxă mare de 2,809437513914 UAi, o excentricitate de 0,11, o înclinație de 4,7 ° în raport cu ecliptica.